# Pierre Antoine Deblois
Pour les articles homonymes, voir Deblois.
Pierre Antoine Deblois, né à Québec le 3 octobre 1815 et mort à Beauport le 20 juin 1898 est un agriculteur, marchand et homme d'affaires québécois.

## Biographie
Pierre Antoine Deblois est né à Québec le 3 octobre 1815,. Il est le fils de Joseph Deblois et de Marie Vénérande Renvoizé. Il a été nommé au Sénat du Canada par le premier ministre John A. MacDonald en 1883. Il a siégé en tant que sénateur conservateur pour la division sénatoriale de La Salle du 13 février 1883 au 20 juin 1898. Il fut également maire de Beauport de 1862 à 1874 et de 1882 à 1885.
Il meurt en fonction à Beauport le 20 juin 1898,.

## Hommages
Une avenue a été nommée en son honneur dans la municipalité de Giffard , en 1945, maintenant présente dans la ville de Québec.